# Nynäshamn

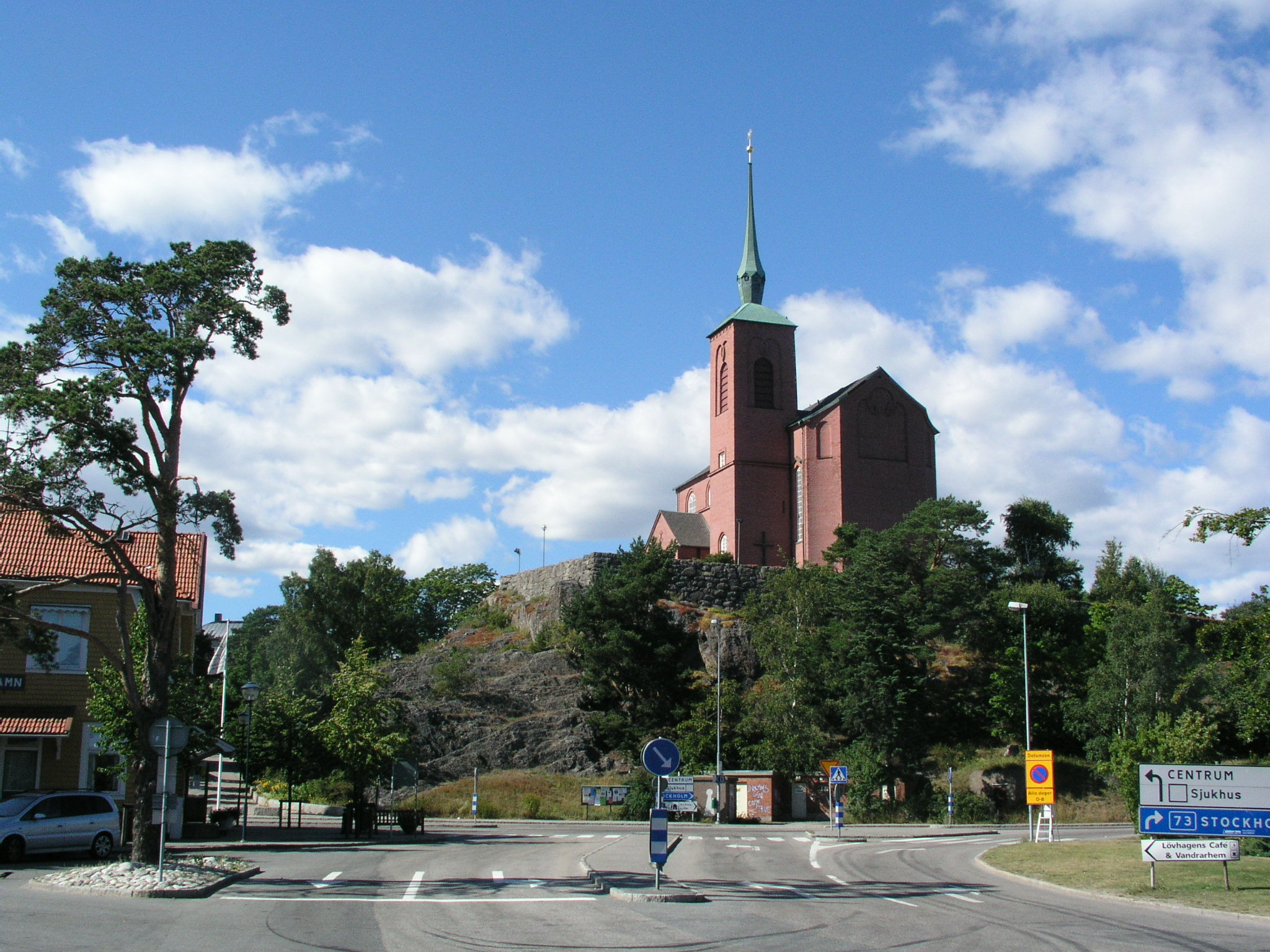
Kirche in Nynäshamn

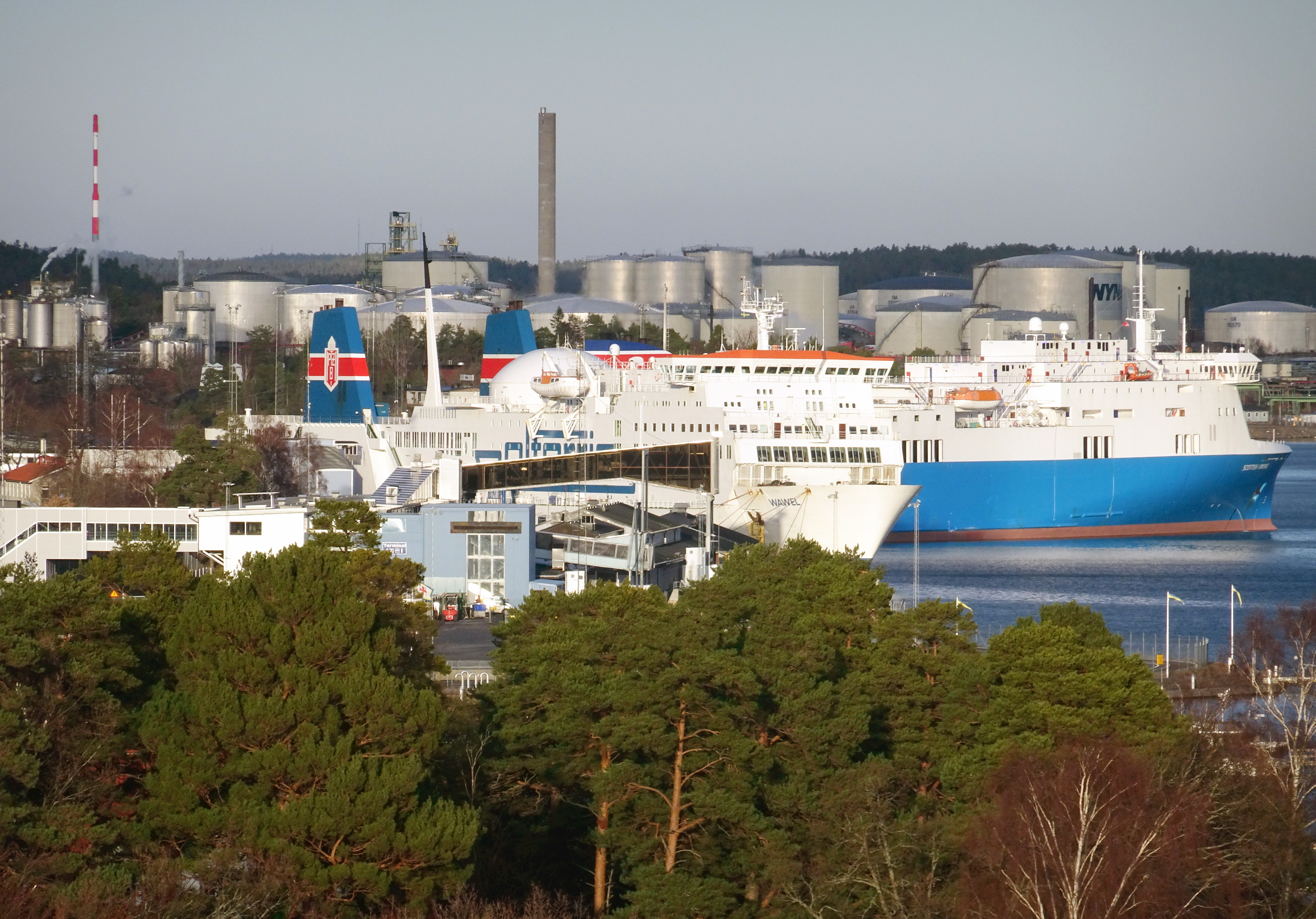
Blick vom alten Wasserturm auf das Hafengebiet

Nynäshamn ist eine Stadt in der schwedischen Provinz Stockholms län und der historischen Provinz Södermanland. Sie ist Hauptort der gleichnamigen Gemeinde.
Nynäshamn liegt etwa sechzig Kilometer südlich von Stockholm und entwickelte sich um den guten Seehafen. Der Ort wurde 1911 Minderstadt (köping) und erhielt 1946 die Stadtrechte.
Von Nynäshamn gibt es regelmäßige Fährverbindungen nach Visby auf Gotland und im Sommer zur Insel Gotska Sandön. Internationale Fähren verkehren nach Ventspils und Liepāja in Lettland, nach Danzig in Polen sowie nach Rostock in Deutschland. Außerdem gibt es einen Hafen für kleinere Boote, der im Sommer recht betriebsam ist.
In Nynäshamn endet auch eine Linie der S-Bahn von Stockholm.
Während den Olympischen Sommerspielen 1912 fanden im Hafen von Nynäshamn die Segelwettbewerbe statt.

## Söhne der Stadt
- Leif Skiöld (1935–2014), Fußball-, Eishockey- und Bandyspieler
- Lester Eriksson (1942–2021), Schwimmer und Olympiateilnehmer
- Ulf Nilsson (* 1950), Eishockeyspieler
- Kent Nilsson (* 1956), Eishockeyspieler
- Erik Gustafsson (* 1992), Eishockeyspieler